# Hugo (videogioco 1998)
Hugo è un videogioco d'azione esclusivo per PlayStation sviluppato e pubblicato da ITE Media nel 1998. Si tratta di una raccolta di minigiochi di Hugo: På Nye Eventyr e Hugo 3 rimasterizzati con grafica e audio migliorati. Il titolo utilizza le stesse linee della serie Hugo Classic. È stata distribuita anche una versione per Microsoft Windows, chiamata Hugo XL.

## Modalità di gioco
Hugo presenta due principali modalità: "Versione TV" e "Versione Arcade". Nella prima è possibile giocare da uno o due giocatori proprio come nel programma televisivo originale, mentre nella seconda sono state implementate versioni più difficili dei livelli e il controllo di Hugo è meno limitato. Il compito primario del giocatore è viaggiare sulla mappa con le stesse vite a disposizione e gli stessi punti, in modo da poter finalmente raggiungere il livello finale nella caverna della strega Scilla. Dopo aver completato uno dei livelli nella "Versione Arcade", il giocatore può salvare i propri progressi e continuare in un secondo momento. E sempre in tale modalità, se il giocatore completa una partita completando con successo ciascuno dei sette livelli almeno una volta e ricevendo un bonus di punti nella scena finale, sbloccherà un minigioco extra chiamato "Mani magiche" (un semplice gioco delle tre campanelle) nel menu iniziale.

### Sinossi dei livelli
- "Foresta" -  Hugo vaga nella foresta oscura. La strega malvagia Scilla ha preparato per lui delle trappole. L'obiettivo è guidarlo in sicurezza attraverso il luogo, evitando rami bassi e pietre rotolanti.
- "Boscaiolo" - Hugo scivola a valle su tronchi galleggianti, saltando tra i tronchi per evitare i rami e raccogliere sacchi d'oro. Se egli rimane su un tronco troppo a lungo, perderà l'equilibrio.
- "Sub" - Hugo si immerge in un fiume, evitando le creature acquatiche e raccogliendo forzieri del tesoro. Deve continuare a riemergere per respirare e girare sempre nella direzione giusta per evitare le cascate.
- "Treno" - Hugo ha trovato un antico sentiero che conduce direttamente alla tana di Scilla. Ora devi assicurarsi che giunga a destinazione sano e salvo nella sua carriola. Per riuscire a fuggire dai treni è necessario spostarsi abilmente tra i binari. Per evitare di finire in un vicolo cieco ed evitare i treni in arrivo, è utile dare un'occhiata di tanto in tanto alla mappa panoramica sul lato destro dello schermo.
- "Skateboard" - Hugo pattina lungo un half-pipe di legno evitando massi, buchi di ponti e dighe di castori e raccogliendo sacchi d'oro.
- "Montagna" - Hugo deve evitare dirupi e rocce durante l'arrampicata e cercare di raccogliere sacchi. Quando suona il segnale, Hugo può usare il suo "ascensore speciale" per salire di un livello e avvicinarsi un po' di più alla cima della montagna.
- "Aeroplano" - Hugo deve evitare palloncini rossi e nuvole temporalesche con il suo aereo e allo stesso tempo cercare di raccogliere palloncini blu. L'obiettivo è raggiungere la cima della montagna. Per orientarsi, può consultare la mappa per vedere dove sta andando.
- "Le tre corde" - Hugo dovrà scegliere la corda giusta per salvare Hugolina e i bambini. Se sceglie quella sbagliata, Scilla lo caccerà fuori dal covo. I punti non verranno raddoppiati.

## Accoglienza
Le recensioni di Hugo per PlayStation da parte della stampa specializzata erano spesso molto più dure. Top Juegos dà due stelle su cinque, trovando il gameplay ripetitivo e i personaggi irritanti. Senza dare alcun voto, Mike Goldsmith di Arcade scrisse a proposito: "Pubblicizzato come 'progettato per bambini dai 6 anni in su', Hugo risulterà semplicistico nella migliore delle ipotesi, paternalistico nella peggiore - un vero peccato, data la qualità dei titoli educativi che potrebbero essere adattati per PC e Mac". Nel 2003, PlanetStation, avendo precedentemente assegnato il punteggio più basso possibile di 1 stella, ha incluso Hugo tra i cinque peggiori giochi dei 50 numeri delle riviste.
Retrospettivamente, PlayStation Official Magazine con il 2/10 ha elencato Hugo, descritto come "spazzatura sanguinosa", in cima alla sua lista dei peggiori personaggi apparsi sulla console. Anche la controparte ceca diede il 2/10, ritenendolo uno dei giochi peggiori e più imperfetti che esistano negli ultimi anni. Extreme PlayStation diede una percentuale media del 64%, dicendo che non entrerà nella top ten PlayStation, ma la sua grafica cartoon colorata e il suo simpatico protagonista lo rendono un gioco davvero apprezzato dai più piccoli. 59/100 e 61/100 sono le valutazioni rispettivamenete di Superjuegos e Micromanía, i quali condividono lo stesso parere della rivista inglese. Video Games assegna invece il 25%, constatando che è un software così noioso e poco elaborato. Infine, il voto di Joypad è 1/10.